# Wiktor Gosieniecki

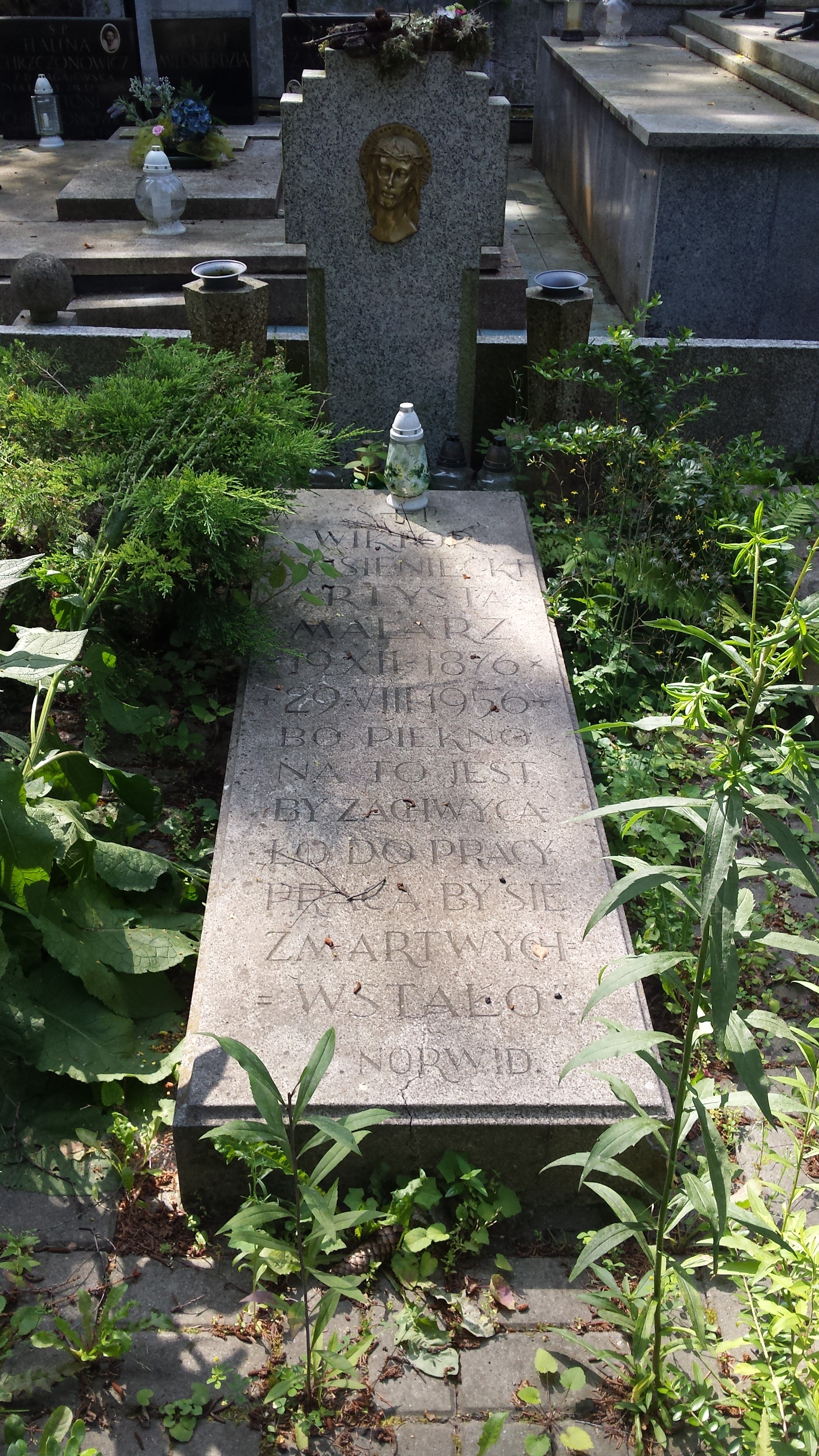
Grób Wiktora Gosienieckiego na cmentarzu Srebrzysko w Gdańsku

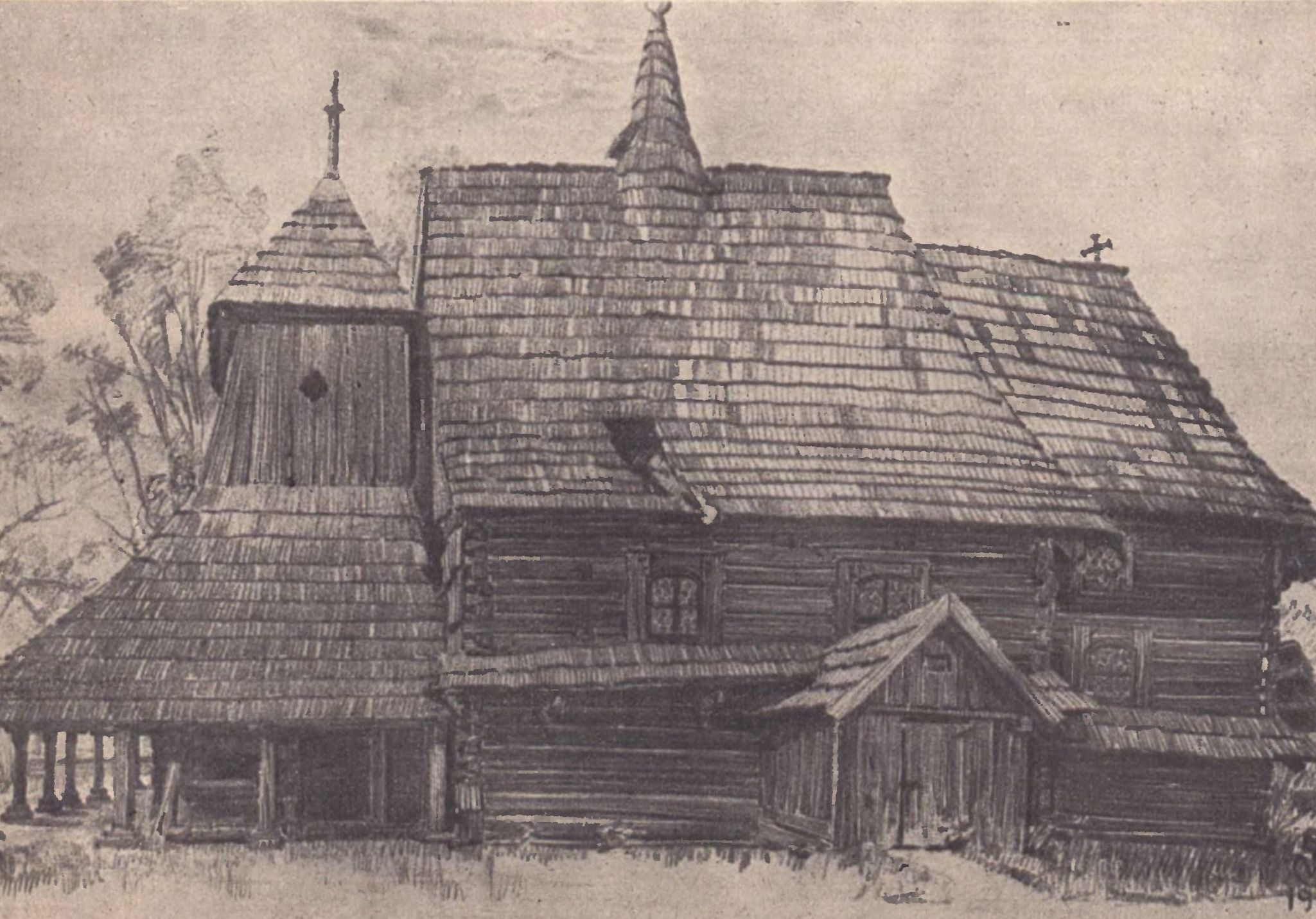
Drewniany kościół w Łagiewnikach na Górnym Śląsku (rysunek prof. Gosienieckiego)

Wiktor Gosieniecki (ur. 19 grudnia 1876 w Strzelnie, zm. 29 sierpnia 1956 w Gdańsku) – polski malarz, grafik, konserwator zabytków oraz pedagog.

## Życiorys
Jego ojcem był mistrz malarski Bernard, a matką Pelagia z Morawskich. Ukończył Królewskie Gimnazjum w Gnieźnie, gdzie pasję do malarstwa zaszczepił w nim ówczesny nauczyciel tej szkoły Wincenty Krzemieniewski. Po trzyletniej praktyce u ojca, w latach 1894–1901 ukończył szkołę rzemieślniczą w Berlinie, a następnie studiował malarstwo w Kunsgewerbeschule, oraz w szkole Stanisława Grocholskiego w Monachium. Po podróżach do Włoch, Francji i Galicji zamieszkał w Gnieźnie, a od 1912 w Poznaniu. Wraz z Henrykiem Jackowskim-Nostitzem i architektem A.Rejmanem w 1913 założyli zakład „Polichromia”, który do 1918 zajmował się malarstwem dekoracyjnym i witrażownictwem.
W 1919/20 był jednym z założycieli i pierwszym dyrektorem Szkoły Sztuk Zdobniczych w Poznaniu. W szkole tej był kierownikiem Wydziału Malarstwa Dekoracyjnego i Witrażownictwa.
Po roku 1939 Niemcy wysiedlili go z Poznania, gdzie powrócił zaraz po wojnie. Od 1945 do 1951 roku był kierownikiem Zakładu Malarstwa i Technik Ściennych oraz Witrażownictwa w PWSP. Następnie pracował jako wykładowca w Liceum Sztuk Plastycznych w Poznaniu.
Współpracował ze Stanisławem Witkiewiczem w opracowaniu zeszytów Styl zakopiański. Wykonał liczne polichromie w kościołach Wielkopolski i Pomorza, a także dekorację wnętrza Muzeum Tatrzańskiego. Projektował także witraże. Przez całe życie opracowywał zabytki polskiej architektury i sztuki na ziemiach zachodnich. Wykonał poświęcony temu tematowi cykl litografii pt. „Zabytki Sztuki Rodzimej Polski Zachodniej”.
Był też twórcą ekslibrisów. W latach 1918–1946 wykonał kilka ekslibrisów w technice litografii, głównie dla rodziny i kolekcjonerów.
Od 20 października 1904 był mężem Marceli z Powidzkich.
Pochowany na gdańskim Cmentarzu Srebrzysko (rejon I, groby rodzinne C).

## Ordery i odznaczenia
- Złoty Krzyż Zasługi (11 listopada 1936)[4]